# Kellermann Emil (orvos, 1887–1944)
Kellermann Emil (Nagykároly, 1887. április 20. – Budapest, 1944. március 19.) fül-orr-gégész, főorvos.

## Életpályája
Kellermann Miksa és Stern Julianna fiaként született zsidó családban. Orvosi oklevelének megszerzése (1909) után a budapesti 1. honvéd gyalogezredben egyévi önkéntes volt, majd a Régi Szent János-kórház segédorvosa lett. 1913-ban ugyanott alorvossá léptették elő, s egyúttal a Magyar Államvasutaknál rendelőorvosi kinevezést kapott. Az első világháború kitörésekor (1914) bevonult a 29. honvéd gyalogezredhez. Részt vett az ezred harcaiban, majd áthelyezték a 24. honvéd gyalogezredhez. Hadikórházaknál teljesített szolgálatot és több kitüntetésben részesült. 1917. november 1-jével ezredorvosi rangot kapott. A Monarchia összeomlásakor leszerelt és visszatért a Szent János Kórházba, ahol 1921-ig az orr-, torok- és gégeosztályon dolgozott alorvosként. Ezután az V. kerületi Bank utca 4. szám alatt magánrendelőt nyitott. Az 1920-as évektől a Budai Zsidó Hitközség Ambulatóriumában is rendelt. A MÁV Betegségi Biztosító Intézet magánkórházának és az Újságírók Nyugdíjintézetének főorvosa volt. Hazai és külföldi szaklapokban számos cikke jelent meg, tudományos egyesületekben több előadást tartott. A Szent István körút 17. számú lakásában hunyt el szívkoszorús elzáródás következtében.
Felesége Bonczy Erzsébet volt, Bonczy Sándor ügyvéd és Hercz Róza lánya, akivel 1919. július 17-én Budapesten kötött házasságot. Gyermekük: Kellermann Éva.
A Farkasréti temetőben helyezték nyugalomra.

## Művei
- Élő piócza a légcsőben. (Orvosi Hetilap, 1917, 30.)

## Díjai, elismerései
- Koronás arany érdemkereszt
- Vöröskereszt II. osztályú díszjelvénye
- Signum Laudis